# 2007-es UEFA-bajnokok ligája-döntő
A 2007-es UEFA-bajnokok ligája-döntő az európai labdarúgó-klubcsapatok legrangosabb tornájának 15., jogelődjeivel együttvéve az 52. döntője volt, melyet 2007. május 23-án rendeztek meg az athéni Olimpiai Stadionban. A döntőben az olasz AC Milan és az angol Liverpool találkozott másodszorra, csakúgy, mint két évvel korábban, ahol a Liverpool győzedelmeskedett a drámai meccs végén. A második találkozót a Milan nyerte 2-1-re, revansot véve az isztambuli döntőért. Az olaszok csapatkapitánya ezzel hetedszerre is a magasba emelhette a kupát.

## A mérkőzés összefoglalása
A 2006–2007-es Bajnokok Ligája-döntőt 2007. május 23-án Athénban, Görögország fővárosában rendezték meg. Aznap 15 000 görög rendőr volt szolgálatban a városban. A mérkőzést a 71 030 férőhelyes Olimpiai Stadionban (Athens Olympic Stadium, "Spiros") játszották, amely az AÉK székhelye, illetve a Panathinaikósz is használja nemzetközi meccsein.
A meccsre 74 000-en látogattak ki, a bíró pedig a német Herbert Fandel volt. Az Olimpiai Stadion felét a vörösök fanatikus szurkolói, a másik felét pedig az AC Milan elszánt szurkolói töltötték meg. A meccs esélyese az AC Milan volt, bár a Liverpoolt sem szabad lebecsülni, mint azt már annyiszor bemutatták a vörösök. A meccset már előzetesen a 2005-ös Bajnokok Ligája döntőjének visszavágójaként harangozta be a világsajtó, melyet akkor a Liverpool 3–0-ról felállva nyert meg büntetőkkel. A vörösök elszántan léptek pályára, az első félidőben jobbak is voltak, mint a milánóiak, több helyzetük és kapuralövésük volt, ám egyik sem talált be. Majd a Milan jutott szabadrúgáshoz, melyet Pirlo lőtt és Inzaghi vállán, vagy hátán megpattanva a labda a vörösök kapujába táncolt, így azt Reina már nem tudta hárítani, bár valószínűleg Pirlo rúgását még megfogta volna. Így a 45. percben a milánóiak jutottak előnyhöz. A Liverpool a második félidőben mindent feltéve támadt, és ennek eredménye az lett, hogy egy védelmi hibából Inzaghi indulhatott meg a labdával, és lőtte be Reina kapus mellett. Ekkor már 2–0 volt a Milannak. A vörösök tovább támadtak, beállt Crouch, és a frissen visszatérő Kewell is, bár a szépítő gólt a 89. percben a holland Kuijt fejelte be. A 93. percben lefújták a meccset, a Milan visszavágott az addig nagyszerűen teljesítő Liverpoolnak a 2005-ös döntőért, és a milánóiak emelhették magasba a 2007-es Bajnokok Ligája trófeát, bár a vörösök is emelt fővel távozhattak Athénból. A meccsen nagy teljesítményt nyújtott Pirlo, Inzaghi, Gattuso, Kuijt, Gerrard és Carragher is.

## A döntőig vezető út
|  | Bővebben: 2006–2007-es UEFA-bajnokok ligája (csoportkör)#H csoport |

| Csapat     | M | Gy | D | V | RG | KG | GK | Pont |
| ---------- | - | -- | - | - | -- | -- | -- | ---- |
| Milan      | 6 | 3  | 1 | 2 | 8  | 4  | +4 | 10   |
| Lille      | 6 | 2  | 3 | 1 | 8  | 5  | +3 | 9    |
| AÉK Athén  | 6 | 2  | 2 | 2 | 6  | 9  | −3 | 8    |
| Anderlecht | 6 | 0  | 4 | 2 | 7  | 11 | −4 | 4    |

|  | Bővebben: 2006–2007-es UEFA-bajnokok ligája (csoportkör)#C csoport |

| Csapat        | M | Gy | D | V | RG | KG | GK | Pont |
| ------------- | - | -- | - | - | -- | -- | -- | ---- |
| Liverpool     | 6 | 4  | 1 | 1 | 11 | 5  | +6 | 13   |
| PSV Eindhoven | 6 | 3  | 1 | 2 | 6  | 6  | 0  | 10   |
| Bordeaux      | 6 | 2  | 1 | 3 | 6  | 7  | −1 | 7    |
| Galatasaray   | 6 | 1  | 1 | 4 | 7  | 12 | −5 | 4    |

## A döntő részletei
| 2007. május 23. 20:45 EET (CET+1) | AC Milan        | 2–1                 | Liverpool | Olimpiai Stadion, Athén Nézőszám: 74 000 Játékvezető: Herbert Fandel (Németország) |
| 2007. május 23. 20:45 EET (CET+1) | Inzaghi 45' 82' | (1–0) (Jegyzőkönyv) | Kuijt 89' | Olimpiai Stadion, Athén Nézőszám: 74 000 Játékvezető: Herbert Fandel (Németország) |

| Csapatszínek | Csapatszínek | Csapatszínek |
| Csapatszínek |              |              |
| Csapatszínek |              |              |
|              |              |              |
| AC Milan     |              |              |

| Csapatszínek | Csapatszínek | Csapatszínek |
| Csapatszínek |              |              |
| Csapatszínek |              |              |
|              |              |              |
| Liverpool FC |              |              |

| AC Milan: |    |                           |
| |    |                           |
| GK | 1  | Dida                      |
| RB | 44 | Massimo Oddo              |
| CB | 13 | Alessandro Nesta          |
| CB | 3  | Paolo Maldini (C)         |
| LB | 18 | Marek Jankulovski 54' 80' |
| RM | 8  | Gennaro Gattuso 40'       |
| CM | 21 | Andrea Pirlo              |
| CM | 23 | Massimo Ambrosini         |
| LM | 10 | Clarence Seedorf 90+2'    |
| SS | 22 | Kaká                      |
| CF | 11 | Filippo Inzaghi 88'       |
| Cserék: |    |                           |
| GK | 16 | Željko Kalac              |
| DF | 2  | Cafu                      |
| DF | 4  | Kaha Kaladze 80'          |
| DF | 19 | Giuseppe Favalli 90+2'    |
| MF | 27 | Serginho                  |
| MF | 32 | Cristian Brocchi          |
| FW | 11 | Alberto Gilardino 88'     |
| Szakvezető: |    |                           |
| Carlo Ancelotti A mérkőzés játékosa: Filippo Inzaghi Játékvezető asszisztensek: Carsten Kadach Volker Wezel Negyedik játékvezető: Florian Meyer |    |                           |

| Liverpool:     |    |                           |
|                |    |                           |
| GK             | 25 | José Manuel Reina         |
| RB             | 3  | Steve Finnan 88'          |
| CB             | 23 | Jamie Carragher 60'       |
| CB             | 5  | Daniel Agger              |
| LB             | 6  | John Arne Riise           |
| DM             | 14 | Xabi Alonso               |
| DM             | 20 | Javier Mascherano 58' 78' |
| RM             | 16 | Jermaine Pennant          |
| AM             | 8  | Steven Gerrard (C)        |
| LM             | 32 | Boudewijn Zenden 59'      |
| CF             | 18 | Dirk Kuijt                |
| Cserék:        |    |                           |
| GK             | 1  | Jerzy Dudek               |
| DF             | 2  | Álvaro Arbeloa 88'        |
| DF             | 4  | Sami Hyypiä               |
| MF             | 7  | Harry Kewell 59'          |
| MF             | 11 | Mark González             |
| MF             | 15 | Peter Crouch 78'          |
| FW             | 17 | Craig Bellamy             |
| Szakvezető:    |    |                           |
| Rafael Benítez |    |                           |

### Statisztika

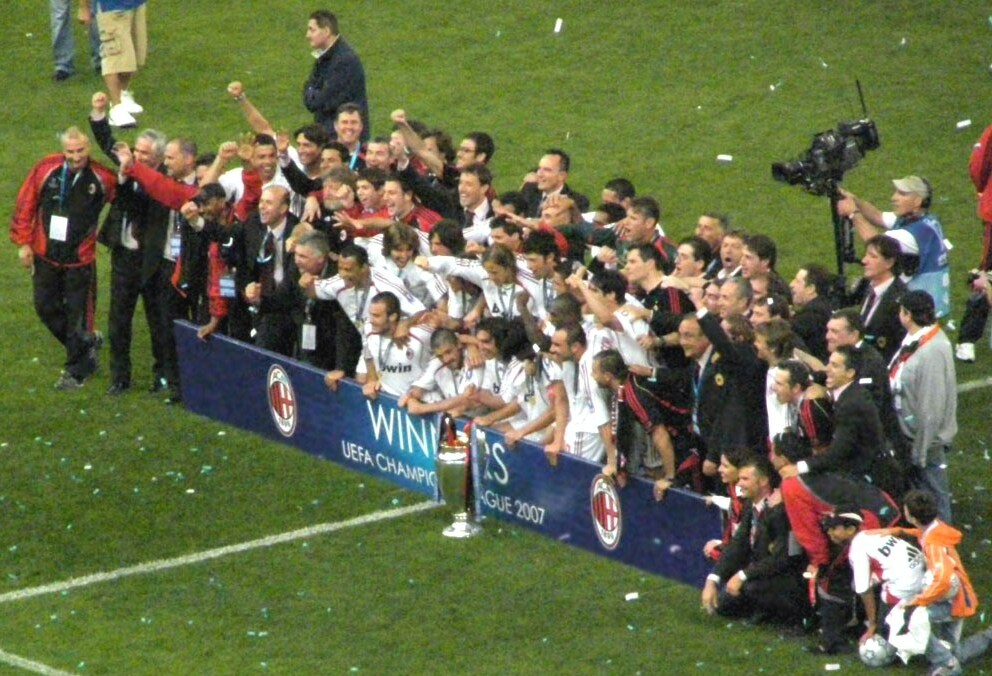
A Milan öröme

| AC Milan |                      | Liverpool |
| -------- | -------------------- | --------- |
| 2        | Gólok                | 1         |
| 5        | Lövések              | 12        |
| 3        | Kapura tartó lövések | 4         |
| 53%      | Labdabirtoklás       | 47%       |
| 4        | Szögletek            | 6         |
| 14       | Szabálytalanságok    | 26        |
| 3        | Lesek                | 3         |
| 2        | Sárga lapok          | 2         |
| 0        | Piros lapok          | 0         |